# Histoire de l'administration territoriale de la Chine avant 1912
Pour l’article homonyme, voir Administration territoriale de la Chine.
Cette page contient des caractères spéciaux ou non latins. S’ils s’affichent mal (▯, ?, etc.), consultez la page d’aide Unicode.
L'histoire de l'administration territoriale de la Chine avant 1912 est complexe. Au cours de l'histoire, ce qui est communément appelé Chine a pris différentes formes et organisations politiques. Pour diverses raisons, à la fois les frontières et les noms des divisions politiques ont changé : parfois pour suivre la topographie, parfois pour affaiblir d'anciens États en les divisant et parfois pour réaliser un idéal philosophique ou historique. Dans l'histoire plus récente, le nombre de petits changements enregistrés est assez important. Au contraire, le manque d'informations claires et véridiques des temps anciens force les historiens et géographes à dessiner des frontières approximatives pour les différentes divisions. Toutefois, grâce aux archives impériales et aux descriptions géographiques, les divisions politiques peuvent parfois être redessinées avec précision. Pourtant, les changements naturels, tels que les changements dans le cours d'une rivière (La rivière Huang He est connue pour ces situations, mais d'autres cours d'eau ont pu être affectés également), ou le manque d'information peuvent rendre difficiles les reconstitutions des tracés pour les temps anciens.

## Résumé
| Divisions administratives historiques en Chine | Divisions administratives historiques en Chine                   | Divisions administratives historiques en Chine             | Divisions administratives historiques en Chine | Divisions administratives historiques en Chine |
| Dynastie                                       | Premier niveau                                                   | Second niveau                                              | Troisième niveau                               | Quatrième niveau                               |
| ---------------------------------------------- | ---------------------------------------------------------------- | ---------------------------------------------------------- | ---------------------------------------------- | ---------------------------------------------- |
| Qin                                            | Commanderie (郡, jùn)                                            | District (縣/县, xiàn)                                     |                                                |                                                |
| Han                                            | Provinces (州, zhōu)                                             | Commanderie                                                | District                                       |                                                |
| Jin                                            | Province (州)                                                    | Commanderie                                                | District                                       |                                                |
| Sui                                            | Préfecture (Bien plus petit que 州)                              | District                                                   |                                                |                                                |
| Tang                                           | Circuit (道, dào)                                                | Préfecture (petite: 州; grande: 府, fǔ)                    | District                                       |                                                |
| Song                                           | Circuit (路, lù)                                                 | Préfecture (petite: 州; grande: 府; militaire: 軍/军, jūn) | District                                       |                                                |
| Yuan                                           | Province (省, shěng)                                             | Circuit (道)                                               | Préfecture (petite: 州; grande: 府)            |                                                |
| Ming                                           | Province (省)                                                    | Circuit (道)                                               | Préfecture (petite: 州; grande: 府)            | District                                       |
| Qing                                           | Province directement administrée Zhílì (直隸/直隶) Province (省) | Circuit (道) Fǔ (府) Tīng (廳/厅)                          | Préfecture (州)                                | District                                       |

## Temps anciens
Avant l'établissement de la Dynastie Qin, la Chine est dirigée par un réseau de rois, nobles et tribus. Il n'existe aucun système unifié de divisions administratives. Selon les anciens textes, la Chine des dynasties Xia et Zhou est constituée de neuf zhou, mais les textes diffèrent quant à leurs noms et la fonction de ces zhou.
Durant la dynastie Zhou, la nation est nommément contrôlée par le "Fils du Ciel". En réalité, le pays est divisé en États concurrents, chacun avec à sa tête un dirigeant héréditaire portant le titre de "prince", "duc" ou "roi". La rivalité entre ces groupes culmine durant la période des Royaumes combattants, qui prend fin avec la victoire des Qin.

## Provinces sous la dynastie Qin

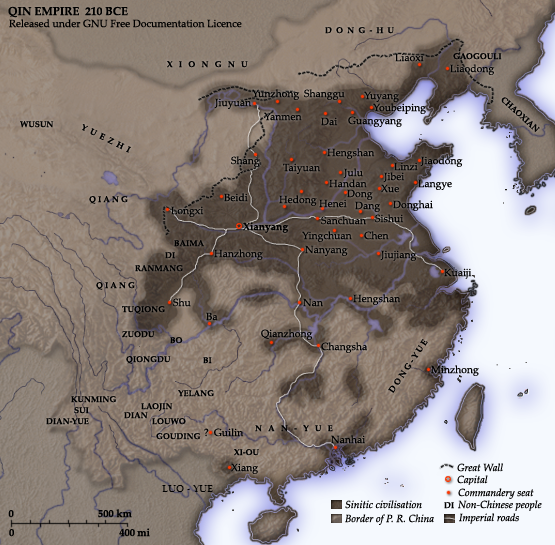
Frontières et capitales des commanderies de l'empire Qin en -210.

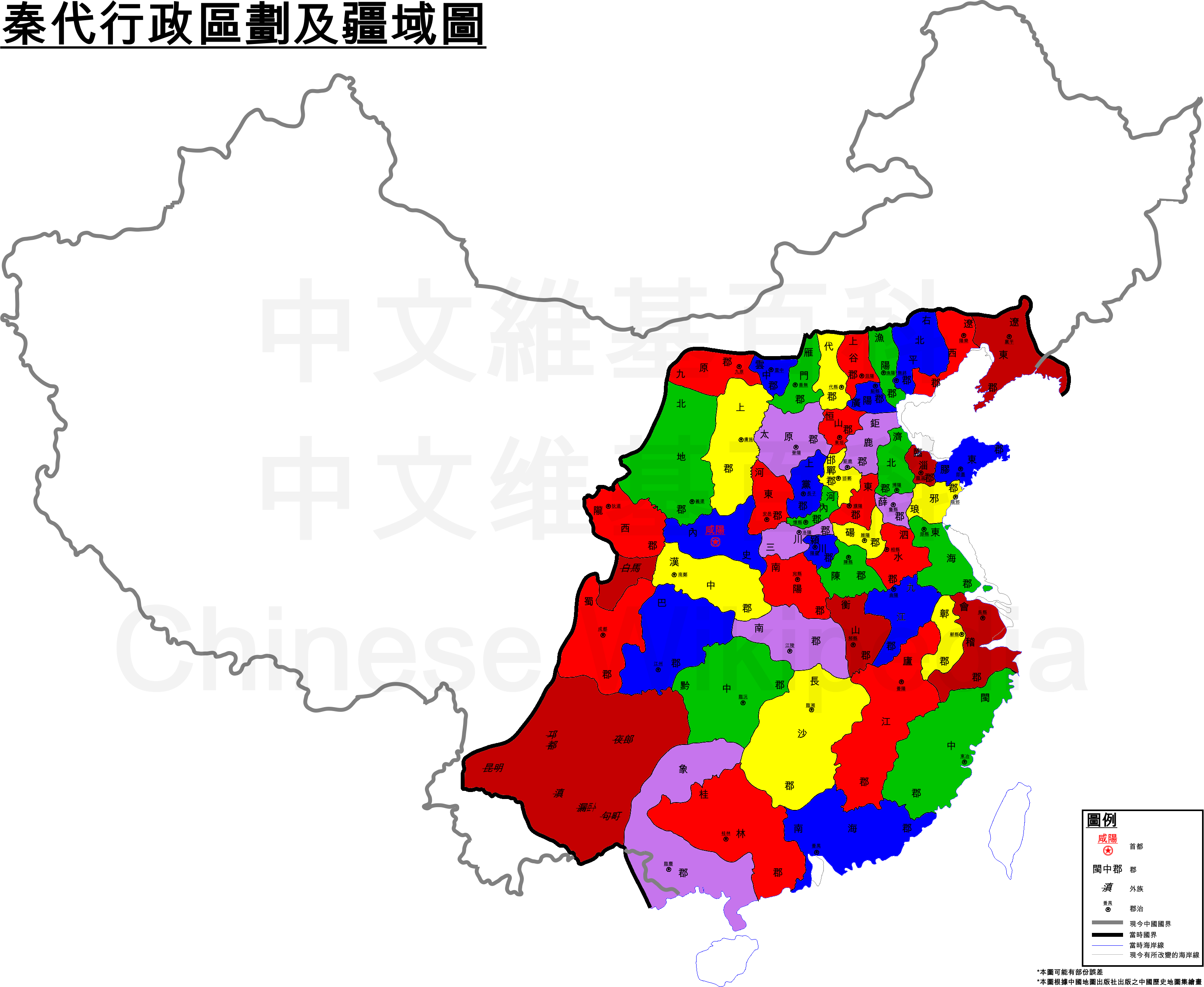
Reconstitution (parfois imaginaire) des frontières des commanderies de l'empire Qin.

Après que l'État de Qin parvient à soumettre le reste de la Chine en -221, le Premier Empereur divise son royaume en commanderies relativement petites, qui sont elles-mêmes divisées en districts plus petits. Désavouant les fiefs des Zhou, ces deux niveaux sont contrôlés de façon centralisée et étroite dans un système de méritocratie. Il existe également un district important administré de façon séparée connu sous le nom de Neishi.
Les commanderies sont regroupées en quatre grandes divisions : Le Guanzhong, de la basse vallée de la rivière Wei autour de la capitale, jusqu'à la Grande plaine de Chine du Nord; Le Hebei au nord du fleuve Jaune; Le Henan au sud de ce fleuve; et le Jianghan, couvrant les rivières Yangtze et Han et incorporant les territoires conquis des provinces actuelles du Hunan et du Guangdong. Le contrôle sur certaines commanderies, en particulier le Fujian (commanderie Min), est particulièrement relâché.
| Commanderies de l'empire Qin    | Commanderies de l'empire Qin | Commanderies de l'empire Qin | Commanderies de l'empire Qin | Commanderies de l'empire Qin |
| Division Traditionnel Simplifié | Commanderie                  | Nom chinois                  | Nom chinois                  | Districts & Circuits         |
| Division Traditionnel Simplifié | Commanderie                  | Trad.                        | Simp.                        | Districts & Circuits         |
| ------------------------------- | ---------------------------- | ---------------------------- | ---------------------------- | ---------------------------- |
| Guanzhong 關中地區 关中地区     | Neishi Zhiguan               | 內史直管                     | 內史直管                     | 41                           |
| Guanzhong 關中地區 关中地区     | Longxi                       | 隴西郡                       | 陇西郡                       | 21                           |
| Guanzhong 關中地區 关中地区     | Shang                        | 上郡                         | 上郡                         | 21                           |
| Guanzhong 關中地區 关中地区     | Beidi                        | 北地郡                       | 北地郡                       | 15                           |
| Guanzhong 關中地區 关中地区     | Yunzhong                     | 雲中郡                       | 云中郡                       | 12                           |
| Guanzhong 關中地區 关中地区     | Jiuyuan                      | 九原郡                       | 九原郡                       | 8                            |
| Henan 河南地區 河南地区         | Sanchuan                     | 三川郡                       | 三川郡                       | 22                           |
| Henan 河南地區 河南地区         | Yingchuan                    | 潁川郡                       | 颍川郡                       | 23                           |
| Henan 河南地區 河南地区         | Dang                         | 碭郡                         | 砀郡                         | 22                           |
| Henan 河南地區 河南地区         | Dong                         | 東郡                         | 东郡                         | 26                           |
| Henan 河南地區 河南地区         | Xue                          | 薛郡                         | 薛郡                         | 22                           |
| Henan 河南地區 河南地区         | Donghai                      | 東海郡                       | 东海郡                       | 18                           |
| Henan 河南地區 河南地区         | Sichuan                      | 四川郡                       | 四川郡                       | 25                           |
| Henan 河南地區 河南地区         | Huaiyang                     | 淮陽郡                       | 淮阳郡                       | 27                           |
| Henan 河南地區 河南地区         | Nanyang                      | 南陽郡                       | 南阳郡                       | 27                           |
| Henan 河南地區 河南地区         | Linzi                        | 臨淄郡                       | 临淄郡                       | 10                           |
| Henan 河南地區 河南地区         | Jibei                        | 濟北郡                       | 济北郡                       | 9                            |
| Henan 河南地區 河南地区         | Taishan                      | 泰山郡                       | 泰山郡                       | 9                            |
| Henan 河南地區 河南地区         | Langxie                      | 琅邪郡                       | 琅邪郡                       | 6                            |
| Henan 河南地區 河南地区         | Jiaodong                     | 膠東郡                       | 胶东郡                       | 8                            |
| Henan 河南地區 河南地区         | Jiaoxi                       | 膠西郡                       | 胶西郡                       | 8                            |
| Henan 河南地區 河南地区         | Chengyang                    | 城陽郡                       | 城阳郡                       | 5                            |
| Hebei 河北地區 河北地区         | Hedong                       | 河東郡                       | 河东郡                       | 19                           |
| Hebei 河北地區 河北地区         | Henei                        | 河內郡                       | 河內郡                       | 19                           |
| Hebei 河北地區 河北地区         | Shangdang                    | 上黨郡                       | 上党郡                       | 21                           |
| Hebei 河北地區 河北地区         | Taiyuan                      | 太原郡                       | 太原郡                       | 13                           |
| Hebei 河北地區 河北地区         | Dai                          | 代郡                         | 代郡                         | 11                           |
| Hebei 河北地區 河北地区         | Yanmen                       | 雁門郡                       | 雁门郡                       | 17                           |
| Hebei 河北地區 河北地区         | Handan                       | 邯鄲郡                       | 邯郸郡                       | 11                           |
| Hebei 河北地區 河北地区         | Julu                         | 鉅鹿郡                       | 巨鹿郡                       | 10                           |
| Hebei 河北地區 河北地区         | Hengshan                     | 恆山郡                       | 恒山郡                       | 22                           |
| Hebei 河北地區 河北地区         | Qinghe                       | 清河郡                       | 清河郡                       | 4                            |
| Hebei 河北地區 河北地区         | Hejian                       | 河間郡                       | 河间郡                       | 10                           |
| Hebei 河北地區 河北地区         | Guangyang                    | 廣陽郡                       | 广阳郡                       | 9                            |
| Hebei 河北地區 河北地区         | Youbeiping                   | 右北平郡                     | 右北平郡                     | 16                           |
| Hebei 河北地區 河北地区         | Shanggu                      | 上谷郡                       | 上谷郡                       | 12                           |
| Hebei 河北地區 河北地区         | Yuyang                       | 漁陽郡                       | 渔阳郡                       | 12                           |
| Hebei 河北地區 河北地区         | Liaoxi                       | 遼西郡                       | 辽西郡                       | 7                            |
| Hebei 河北地區 河北地区         | Liaodong                     | 遼東郡                       | 辽东郡                       | 3                            |
| Jianghan 江漢地區 江汉地区      | Hanzhong                     | 漢中郡                       | 汉中郡                       | 12                           |
| Jianghan 江漢地區 江汉地区      | Shu                          | 蜀郡                         | 蜀郡                         | 18                           |
| Jianghan 江漢地區 江汉地区      | Ba                           | 巴郡                         | 巴郡                         | 11                           |
| Jianghan 江漢地區 江汉地区      | Nan                          | 南郡                         | 南郡                         | 20                           |
| Jianghan 江漢地區 江汉地区      | Jiujiang                     | 九江郡                       | 九江郡                       | 13                           |
| Jianghan 江漢地區 江汉地区      | Lujiang                      | 廬江郡                       | 庐江郡                       | 5                            |
| Jianghan 江漢地區 江汉地区      | Hengshan                     | 衡山郡                       | 衡山郡                       | 5                            |
| Jianghan 江漢地區 江汉地区      | Guiji                        | 會稽郡                       | 会稽郡                       | 27                           |
| Jianghan 江漢地區 江汉地区      | Changsha                     | 長沙郡                       | 长沙郡                       | 6                            |
| Jianghan 江漢地區 江汉地区      | Dongting                     | 洞庭郡                       | 洞庭郡                       | 11                           |
| Jianghan 江漢地區 江汉地区      | Cangwu                       | 蒼梧郡                       | 苍梧郡                       | 13                           |
| Jianghan 江漢地區 江汉地区      | Xiang                        | 象郡                         | 象郡                         | 2                            |
| Jianghan 江漢地區 江汉地区      | Nanhai                       | 南海郡                       | 南海郡                       | 5                            |
| Jianghan 江漢地區 江汉地区      | Guilin                       | 桂林郡                       | 桂林郡                       | 5                            |
| Jianghan 江漢地區 江汉地区      | Minzhong                     | 閩中郡                       | 闽中郡                       | 1                            |

Il existe également quatre autres commanderies (Zhang 鄣郡, Zhouling 州陵郡 et Wuqian 巫黔郡) et 23 districts non affiliés.

## Provinces sous les dynasties Han et Jin

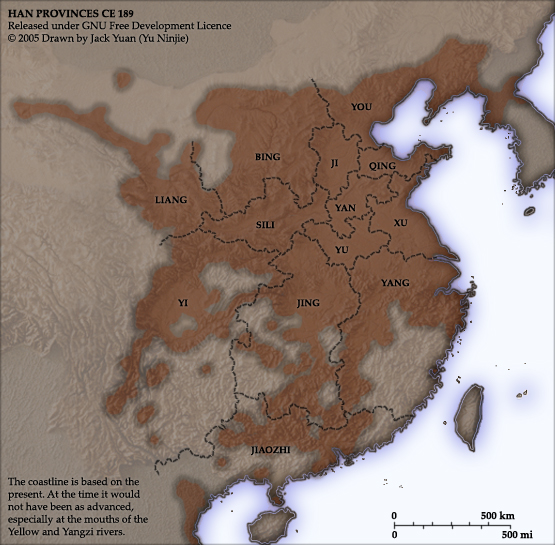
Provinces Han vers  190

La dynastie Han ajoute à l'origine des royaumes ou principautés (王国, wángguó) au niveau supérieur des divisions administratives. Chacun est dirigé par un roi local ou un prince de la famille impériale. Toutefois, dès le début de la dynastie une tendance se dessine pour absorber progressivement cette structure quasi fédérale dans la bureaucratie impériale. Après la rébellion des sept États, le système administratif est standardisé en remplaçant les royaumes et principautés par treize provinces (州, zhōu).
- Provinces
- Commanderies
- Districts

Durant la dynastie Han, la période des Trois Royaumes, et la dynastie des Jin occidentaux, ce système perdure. Il est cependant modifié par l'invasion des tribus originaires du nord, qui trouble l'unité de la Chine et impose la mise en place de différents gouvernements.
| Provinces des dynasties Han et Jin occidentaux | Provinces des dynasties Han et Jin occidentaux | Provinces des dynasties Han et Jin occidentaux | Provinces des dynasties Han et Jin occidentaux | Provinces des dynasties Han et Jin occidentaux | Provinces des dynasties Han et Jin occidentaux | Provinces des dynasties Han et Jin occidentaux                      |
| Nom                                            | Chinois traditionnel                           | Chinois simplifié                              | Pinyin                                         | Capitale                                       | Capitale                                       | Étendue approximative en fonction des lieux actuels                 |
| Nom                                            | Chinois traditionnel                           | Chinois simplifié                              | Pinyin                                         | Nom ancien                                     | Lieu actuel                                    | Étendue approximative en fonction des lieux actuels                 |
| ---------------------------------------------- | ---------------------------------------------- | ---------------------------------------------- | ---------------------------------------------- | ---------------------------------------------- | ---------------------------------------------- | ------------------------------------------------------------------- |
| Bingzhou*                                      | 并州                                           | 并州                                           | Bīngzhōu                                       | Jinyang                                        | soud-ouest de Taiyuan                          | Shanxi                                                              |
| Jiaozhou*                                      | 交州                                           | 交州                                           | Jiāozhōu                                       | Longbian                                       | Est de Hanoi                                   | Nord du Vietnam                                                     |
| Jingzhou*                                      | 荆州                                           | 荆州                                           | Jīngzhōu                                       | Jiangling                                      | Jiangling                                      | Hubei, Hunan                                                        |
| Jizhou*                                        | 冀州                                           | 冀州                                           | Jìzhōu                                         | Xindu                                          | Ville de Jizhou                                | sud du Hebei                                                        |
| Liangzhou*                                     | 涼州                                           | 凉州                                           | Liángzhōu                                      | Guzang                                         | Wuwei                                          | ouest du Gansu                                                      |
| Qingzhou*                                      | 青州                                           | 青州                                           | Qīngzhōu                                       | Linzi                                          | est de Zibo                                    | est du Shandong                                                     |
| Xuzhou*                                        | 徐州                                           | 徐州                                           | Xúzhōu                                         | Pengcheng                                      | Xuzhou                                         | nord du Jiangsu                                                     |
| Yangzhou*                                      | 揚州                                           | 扬州                                           | Yángzhōu                                       | Jianye                                         | Nankin                                         | sud du Jiangsu, sud de l'Anhui, Jiangxi, Zhejiang, Fujian, Shanghai |
| Yanzhou*                                       | 兗州                                           | 兖州                                           | Yǎnzhōu                                        | Linqiu                                         | nord-est du Xian de Yuncheng                   | ouest du Shandong                                                   |
| Yizhou*                                        | 益州                                           | 益州                                           | Yìzhōu                                         | Chengdu                                        | Chengdu                                        | centre du Sichuan, Guizhou                                          |
| Yongzhou*                                      | 雍州                                           | 雍州                                           | Yōngzhōu                                       | Chang'an                                       | nord ouest de Xi'an                            | centre du Shaanxi                                                   |
| Youzhou*                                       | 幽州                                           | 幽州                                           | Yōuzhōu                                        | Zhuoxian                                       | Zhuoxian                                       | nord du Hebei, Pékin, Tianjin                                       |
| Yuzhou*                                        | 豫州                                           | 豫州                                           | Yùzhōu                                         | Chenxian                                       | Huaiyang                                       | sud du Henan, nord de l'Anhui                                       |
| Pingzhou                                       | 平州                                           | 平州                                           | Píngzhōu                                       | Xiangping                                      | Liaoyang                                       | Liaoning, nord de la Corée                                          |
| Qinzhou                                        | 秦州                                           | 秦州                                           | Qínzhōu                                        | Jixian                                         | est de Gangu                                   | sud du Gansu                                                        |
| Liangzhou                                      | 梁州                                           | 梁州                                           | Liángzhōu                                      | Nanzheng                                       | Hanzhong                                       | sud du Shaanxi, est du Sichuan, Chongqing                           |
| Ningzhou                                       | 寧州                                           | 宁州                                           | Níngzhōu                                       | Dianchi                                        | sud-est de Kunming                             | Yunnan                                                              |
| Guangzhou                                      | 廣州                                           | 广州                                           | Guǎngzhōu                                      | Panyu                                          | Guangzhou                                      | Guangdong, est de Guangxi                                           |
| Sizhou                                         | 司州                                           | 司州                                           | Sīzhōu                                         | Luoyang                                        | Luoyang                                        | centre du Henan, sud du Shanxi                                      |

* Provinces originellement établies durant les Han orientaux

## Provinces sous la dynastie Sui

Provinces, 610

Lorsque la Chine retrouve son unité sous la dynastie Sui, les provinces ont été divisées et redivisées tellement de fois par les gouvernements successifs qu'elles ont pratiquement la taille d'une commanderie, ce qui rend la plupart du système administratif superflu. Ainsi, les Sui décident de fusionner les deux divisions administratives. Le niveau qui en résulte est appelé préfecture. Le nom en chinois varie entre zhou et jun à plusieurs reprises avant finalement de conserver le nom de zhou. En se basant sur le système apocryphe des neuf provinces, les Sui restorent les neuf zhou.
Les Sui décomposent leur territoire en 9 provinces, 190 préfectures, 1225 districts et environ 9 millions de ménages enregistrés, soit approximativement 50 millions de personnes.
| Provinces sous la dynastie Sui | Provinces sous la dynastie Sui | Provinces sous la dynastie Sui | Provinces sous la dynastie Sui | Provinces sous la dynastie Sui | Provinces sous la dynastie Sui | Provinces sous la dynastie Sui                                        |
| Nom                            | Chinois traditionnel           | Chinois simplifié              | Pinyin                         | Capitale                       | Capitale                       | Étendue approximative en termes de lieux actuels                      |
| Nom                            | Chinois traditionnel           | Chinois simplifié              | Pinyin                         | Nom ancien                     | Lieu actuel                    | Étendue approximative en termes de lieux actuels                      |
| ------------------------------ | ------------------------------ | ------------------------------ | ------------------------------ | ------------------------------ | ------------------------------ | --------------------------------------------------------------------- |
| Yongzhou                       | 雍州                           | 雍州                           | Yōngzhōu                       | ?                              | ?                              | Guanzhong, Gansu et bassin supérieur du fleuve Jaune                  |
| Jizhou                         | 冀州                           | 冀州                           | Jìzhōu                         | ?                              | ?                              | Shanxi et nord du Hebei, Pékin et Tianjin compris                     |
| Yanzhou                        | 兗州                           | 兖州                           | Yǎnzhōu                        | ?                              | ?                              | Bassin inférieur du fleuve Jaune - ouest de Qingzhou et est de Jizhou |
| Qingzhou                       | 青州                           | 青州                           | Qīngzhōu                       | ?                              | ?                              | Péninsule du Shandong                                                 |
| Yuzhou                         | 豫州                           | 豫州                           | Yùzhōu                         | ?                              | ?                              | Henan                                                                 |
| Xuzhou                         | 徐州                           | 徐州                           | Xúzhōu                         | ?                              | ?                              | Xuzhou - sud du Shandong et nord du Jiangsu                           |
| Liangzhou                      | 梁州                           | 梁州                           | Liángzhōu                      | ?                              | ?                              | Bassin sichuanais du Yangtze et sud de Qinling                        |
| Jingzhou                       | 荆州                           | 荆州                           | Jīngzhōu                       | ?                              | ?                              | Centre du Yangtze                                                     |
| Yangzhou                       | 揚州                           | 扬州                           | Yángzhōu                       | ?                              | ?                              | Fiin du Yangtze, côte sud-est, Hainan et nord du Vietnam              |

## Provinces sous la dynastie Tang

Provinces Tang, 742

L'empereur Tang Taizong (r. 626−649) instaure dix circuits (道, dào) en 627. Il s'agit de zones d'inspection pour les commissaires impériaux qui surveillent les opérations des préfectures, plutôt qu'un nouveau niveau de division administrative. En 639, la Chine est composée de 10 circuits, 43 commanderies (都督府, dūdū fǔ), et 358 préfectures (州 et plus tard 府, fǔ). En 733, l'empereur Tang Xuanzong étend le nombre de circuits à 15 et établissant des circuits séparés autour de Chang'an et Luoyang, et en divisant les importants circuits de Shannan et Jiangnan en respectivement 2 et 3 nouveaux circuits. Il met également en place un système d'inspecteurs permanents, sans pouvoirs exécutifs.
La dynastie Tang crée également des districts militaires (藩鎮/藩镇, fānzhèn) contrôlés par des commissaires militaires (節度使/节度使, jiédushǐ) chargés de la protection des frontières susceptibles d'être attaquées par des forces étrangères. Ces districts sont similaires au système occidental des marches. Il est finalement généralisé au reste du territoire et est fusionné avec le niveau des circuits. Uniquement à l'Ouest, l'autonomie et la puissance plus importantes des commissaires permet l'insubordination et la rébellion, qui conduit à la période des Cinq Dynasties et des Dix Royaumes.
- Circuits et districts militaires
- Commanderies et préfectures
- Districts

| Circuits de la dynastie Tang | Circuits de la dynastie Tang | Circuits de la dynastie Tang | Circuits de la dynastie Tang | Circuits de la dynastie Tang | Circuits de la dynastie Tang | Circuits de la dynastie Tang | Circuits de la dynastie Tang                               |
| Nom                          | Nom                          | Chinois traditionnel         | Chinois simplifié            | Pinyin                       | Capitale                     | Capitale                     | Étendue approximative en termes de lieux actuels           |
| Nom                          | Nom                          | Chinois traditionnel         | Chinois simplifié            | Pinyin                       | Nom ancien                   | Lieu actuel                  | Étendue approximative en termes de lieux actuels           |
| ---------------------------- | ---------------------------- | ---------------------------- | ---------------------------- | ---------------------------- | ---------------------------- | ---------------------------- | ---------------------------------------------------------- |
| Duji*                        | Duji*                        | 都畿                         | 都畿                         | Dūjī                         | Henan Fu                     | Luoyang                      | Luoyang et ses environs                                    |
| Guannei                      | Guannei                      | 關內                         | 关内                         | Guānnèi                      | Jingzhao Fu                  | Xi'an                        | nord du Shaanxi, centre de la Mongolie-Intérieure, Ningxia |
| Hebei                        | Hebei                        | 河北                         | 河北                         | Héběi                        | Weizhou                      | Xian de Wei, Hebei           | Hebei                                                      |
| Hedong                       | Hedong                       | 河東                         | 河东                         | Hédōng                       | Puzhou                       | Puzhou, Yongji, Shanxi       | Shanxi                                                     |
| Henan                        | Henan                        | 河南                         | 河南                         | Hénán                        | Bianzhou                     | Kaifeng                      | Henan, Shandong, nord du Jiangsu, nord de l'Anhui          |
| Huainan                      | Huainan                      | 淮南                         | 淮南                         | Huáinán                      | Yangzhou                     | Yangzhou                     | centre du Jiangsu, centre de l'Anhui                       |
| Jiannan                      | Jiannan                      | 劍南                         | 剑南                         | Jiànnán                      | Yizhou                       | Chengdu                      | centre du Sichuan, centre du Yunnan                        |
| Jiangnan                     | Jiangnan                     | 江南                         | 江南                         | Jiāngnán                     | Jiangnanxi + Jiangnandong    |                              |                                                            |
|                              | Qianzhong**                  | 黔中                         | 黔中                         | Qiánzhōng                    | Qianzhou                     | Pengshui                     | Guizhou, ouest du Hunan                                    |
|                              | Jiangnanxi**                 | 江南西                       | 江南西                       | Jiāngnánxī                   | Hongzhou                     | Nanchang                     | Jiangxi, Hunan, sud de l'Anhui, sud du Hubei               |
|                              | Jiangnandong**               | 江南東                       | 江南东                       | Jiāngnándōng                 | Suzhou                       | Suzhou                       | sud du Jiangsu, Zhejiang, Fujian, Shanghai                 |
| Jingji*                      | Jingji*                      | 京畿                         | 京畿                         | Jīngjī                       | Jingzhao Fu                  | Xi'an                        | Xi'an et ses environs                                      |
| Lingnan                      | Lingnan                      | 嶺南                         | 岭南                         | Lǐngnán                      | Guangzhou                    | Guangzhou                    | Guangdong, est de Guangxi, nord du Vietnam                 |
| Longyou                      | Longyou                      | 隴右                         | 陇右                         | Lǒngyou                      | Shanzhou                     | District de Ledu, Qinghai    | Gansu                                                      |
| Shannan                      | Shannan                      | 山南                         | 山南                         | Shānnán                      | Shannanxi + Shannandong      |                              |                                                            |
|                              | Shannanxi**                  | 山南西                       | 山南西                       | Shānnánxī                    | Liangzhou                    | Hanzhong                     | sud du Shanxi, est du Sichuan, Chongqing                   |
|                              | Shannandong**                | 山南東                       | 山南东                       | Shānnándōng                  | Xiangzhou                    | Xiangfan                     | sud du Henan, Hubei                                        |

* Circuits établis sous Tang Xuanzong, en plus des dix circuits de Tang Taizong.
** Circuits établis par Tang Xuanzong en divisant les circuits de Jiangnan et Shannan.
Les autres circuits de la période Tang sont le Lingnan occidental, Wu'an et Qinhua.

## Provinces sous la dynastie Song
La dynastie Song abolit les commissaires et renomme ses circuits en 路 (lù, la traduction en occident reste toutefois circuit). Ils ajoutent également un certain nombre de préfectures d'armée (軍/军, jūn).
- Circuits (路, lù)
- Préfectures (grande: 府, fǔ; petite: 州, zhōu; militaire: 軍/军, jūn)
- Districts

| Circuits de la dynastie des Song du Nord | Circuits de la dynastie des Song du Nord | Circuits de la dynastie des Song du Nord | Circuits de la dynastie des Song du Nord | Circuits de la dynastie des Song du Nord | Circuits de la dynastie des Song du Nord | Circuits de la dynastie des Song du Nord         |
| Nom                                      | Chinois traditionnel                     | Chinois simplifié                        | Pinyin                                   | Capitale                                 | Capitale                                 | Étendue approximative en termes de lieux actuels |
| Nom                                      | Chinois traditionnel                     | Chinois simplifié                        | Pinyin                                   | Ancien nom                               | Lieu actuel                              | Étendue approximative en termes de lieux actuels |
| ---------------------------------------- | ---------------------------------------- | ---------------------------------------- | ---------------------------------------- | ---------------------------------------- | ---------------------------------------- | ------------------------------------------------ |
| Chengdufu                                | 成都府                                   | 成都府                                   | Chéngdūfǔ                                | Chengdu                                  | Chengdu                                  | centre du Sichuan                                |
| Fujian                                   | 福建                                     | 福建                                     | Fújiàn                                   | Fuzhou                                   | Fuzhou                                   | Fujian                                           |
| Guangnandong                             | 廣南東                                   | 广南东                                   | Guǎngnándōng                             | Guangzhou                                | Guangzhou                                | est du Guangdong                                 |
| Guangnanxi                               | 廣南西                                   | 广南西                                   | Guǎngnánxī                               | Guizhou                                  | Guilin                                   | ouest du Guangdong, Guangxi, Hainan              |
| Hebeidong                                | 河北東                                   | 河北东                                   | Héběidōng                                | Pékin                                    | Daming County, Hebei                     | est du Hebei                                     |
| Hebeixi                                  | 河北西                                   | 河北西                                   | Héběixī                                  | Zhending                                 | Zhengding County, Hebei                  | ouest du Hebei                                   |
| Hedong                                   | 河東                                     | 河东                                     | Hédōng                                   | Taiyuan                                  | Taiyuan                                  | Shanxi                                           |
| Huainandong                              | 淮南東                                   | 淮南东                                   | Huáinándōng                              | Yangzhou                                 | Yangzhou                                 | centre du Jiangsu                                |
| Huainanxi                                | 淮南西                                   | 淮南西                                   | Huáinánxī                                | Shouzhou                                 | Fengtai County, Anhui                    | centre de l'Anhui                                |
| Jiangnandong                             | 江南東                                   | 江南东                                   | Jiāngnándōng                             | Jiangning Fu                             | Nanjing                                  | sud de l'Anhui                                   |
| Jiangnanxi                               | 江南西                                   | 江南西                                   | Jiāngnánxī                               | Hongzhou                                 | Nanchang                                 | Jiangxi                                          |
| Jingdongdong                             | 京東東                                   | 江东东                                   | Jīngdōngdōng                             | Qingzhou                                 | Qingzhou, Shandong                       | est du Shandong                                  |
| Jingdongxi                               | 京東西                                   | 江东西                                   | Jīngdōngxī                               | Nankin                                   | sud de Shangqiu, Henan                   | ouest du Shandong                                |
| Jinghubei                                | 荊湖北                                   | 荆湖北                                   | Jīnghúběi                                | Jiangling                                | Jiangling                                | Hubei, ouest du Hunan                            |
| Jinghunan                                | 荊湖南                                   | 荊湖南                                   | Jīnghúnán                                | Tanzhou                                  | Changsha                                 | Hunan                                            |
| Jingji                                   | 京畿                                     | 京畿                                     | Jīngjī                                   | Chenliu                                  | Chenliu, Kaifeng, Henan                  | Kaifeng et environs                              |
| Jingxibei                                | 京西北                                   | 京西北                                   | Jīngxīběi                                | Xijing                                   | Luoyang                                  | centre du Henan                                  |
| Jingxinan                                | 京西南                                   | 京西南                                   | Jīngxīnán                                | Xiangzhou                                | Xiangfan                                 | sud du Henan, nord du Hubei                      |
| Kuizhou                                  | 夔州                                     | 夔州                                     | Kuízhōu                                  | Kuizhou                                  | Fengjie County, Chongqing                | Chongqing, est du Sichuan, Guizhou               |
| Liangzhe                                 | 兩浙                                     | 两浙                                     | Liǎngzhè                                 | Hangzhou                                 | Hangzhou                                 | Zhejiang, sud du Jiangsu, Shanghai               |
| Lizhou                                   | 利州                                     | 利州                                     | Lìzhōu                                   | Xingyuan                                 | Hanzhong                                 | nord du Sichuan, sud du Shaanxi                  |
| Qinfeng                                  | 秦鳳                                     | 秦凤                                     | Qínfèng                                  | Qinzhou                                  | Tianshui                                 | sud du Gansu                                     |
| Yongxingjun                              | 永興軍                                   | 永兴军                                   | Yǒngxīngjūn                              | Jingzhao                                 | Xi'an                                    | Shaanxi                                          |
| Zizhou                                   | 梓州                                     | 梓州                                     | Zǐzhōu                                   | Zizhou                                   | Xian de Santai, Sichuan                  | centre sud du Sichuan                            |

## Provinces sous les dynasties Jin et Song du Sud
Les Jurchens envahissent la Chine historique au XIIe siècle. En 1142, la paix est formalisée entre la dynastie Jin et la dynastie des Song du sud, qui sont contraints de céder le nord de la Chine aux Jurchens.
Au début du XIIIe siècle, les Jürchens installent leur capitale à Zhongdu (actuellement Pékin) et adoptent des structures administratives chinoises. La dynastie Song maintient également la même structure dans la partie Sud de la Chine qu'elle continue à gouverner.
| Circuits de la Chine sous les dynasties Jin et Song du Sud | Circuits de la Chine sous les dynasties Jin et Song du Sud | Circuits de la Chine sous les dynasties Jin et Song du Sud | Circuits de la Chine sous les dynasties Jin et Song du Sud | Circuits de la Chine sous les dynasties Jin et Song du Sud | Circuits de la Chine sous les dynasties Jin et Song du Sud | Circuits de la Chine sous les dynasties Jin et Song du Sud |
| Nom                                                        | Traditionnel Chinese                                       | Simplifié Chinese                                          | Pinyin                                                     | Capitale                                                   | Capitale                                                   | Étendue approximative en termes de lieux actuels           |
| Nom                                                        | Traditionnel Chinese                                       | Simplifié Chinese                                          | Pinyin                                                     | Ancien nom                                                 | Lieu actuel                                                | Étendue approximative en termes de lieux actuels           |
| ---------------------------------------------------------- | ---------------------------------------------------------- | ---------------------------------------------------------- | ---------------------------------------------------------- | ---------------------------------------------------------- | ---------------------------------------------------------- | ---------------------------------------------------------- |
| Dynastie Jin                                               |                                                            |                                                            |                                                            |                                                            |                                                            |                                                            |
| Beijing                                                    | 北京                                                       | 北京                                                       | Běijīng                                                    | Pékin                                                      | Xian de Ningcheng, Mongolie-Intérieure                     | est de la Mandchourie                                      |
| Damingfu                                                   | 大名府                                                     | 大名府                                                     | Dàmíngfǔ                                                   | Daming Fu                                                  | Xian de Daming, Hebei                                      | frontière du Henan, Hebei, Shandong                        |
| Dongjing                                                   | 東京                                                       | 东京                                                       | Dōngjīng                                                   | Dongjing                                                   | Liaoyang                                                   | Liaoning                                                   |
| Fengxiang                                                  | 鳳翔                                                       | 凤翔                                                       | Fèngxiáng                                                  | Fengxiang Fu                                               | Xian de Fengxiang, Shaanxi                                 | ouest du Shaanxi, est du Gansu                             |
| Fuyan                                                      | 鄜延                                                       | 鄜延                                                       | Fūyán                                                      | Yan'an                                                     | Yan'an                                                     | nord du Shaanxi                                            |
| Hebeidong                                                  | 河北東                                                     | 河北东                                                     | Héběidōng                                                  | Hejian                                                     | Hejian, Hebei                                              | est du Hebei                                               |
| Hebeixi                                                    | 河北西                                                     | 河北西                                                     | Héběixī                                                    | Zhending                                                   | Xian de Zhengding, Hebei                                   | ouest du Hebei                                             |
| Hedongbei                                                  | 河東北                                                     | 河东北                                                     | Hédōngběi                                                  | Taiyuan                                                    | Taiyuan                                                    | nord du Shanxi                                             |
| Hedongnan                                                  | 河東南                                                     | 河东南                                                     | Hédōngnán                                                  | Pingyang                                                   | Linfen                                                     | sud du Shanxi                                              |
| Jingzhaofu                                                 | 京兆府                                                     | 京兆府                                                     | Jīngzhàofǔ                                                 | Jingzhao Fu                                                | Xi'an                                                      | centre du Shaanxi                                          |
| Lintao                                                     | 臨洮                                                       | 临洮                                                       | Líntáo                                                     | Lintao                                                     | Xian de Lintao, Gansu                                      | sud du Gansu                                               |
| Nanjing                                                    | 南京                                                       | 南京                                                       | Nánjīng                                                    | Nankin                                                     | Kaifeng                                                    | Henan, nord de l'Anhui                                     |
| Qingyuan                                                   | 慶原                                                       | 庆原                                                       | Qìngyuán                                                   | Qingyang                                                   | Qingyang                                                   | est du Gansu                                               |
| Shandongdong                                               | 山東東                                                     | 山东东                                                     | Shāndōngdōng                                               | Yidu Fu                                                    | Qingzhou, Shandong                                         | est du Shandong                                            |
| Shandongxi                                                 | 山東西                                                     | 山东西                                                     | Shāndōngxī                                                 | Dongping Fu                                                | Xian de Dongping, Shandong                                 | ouest du Shandong                                          |
| Shangjing                                                  | 上京                                                       | 上京                                                       | Shàngjīng                                                  | Shangjing                                                  | Acheng, Heilongjiang                                       | nord de la Mandchourie                                     |
| Xianping                                                   | 咸平                                                       | 咸平                                                       | Xiánpíng                                                   | Xianping Fu                                                | Kaiyuan, Liaoning                                          | nord du Liaoning                                           |
| Xijing                                                     | 西京                                                       | 西京                                                       | Xījīng                                                     | Xijing                                                     | Datong                                                     | nord du Shanxi, centre de la Mongolie-Intérieure           |
| Zhongdu                                                    | 中都                                                       | 中都                                                       | Zhōngdū                                                    | Zhongdu                                                    | Pékin                                                      | nord du Hebei, Pékin, Tianjin                              |
| Dynastie des Song du Sud                                   |                                                            |                                                            |                                                            |                                                            |                                                            |                                                            |
| Chengdufu                                                  | 成都府                                                     | 成都府                                                     | Chéngdūfǔ                                                  | Chengdu                                                    | Chengdu                                                    | centre du Sichuan                                          |
| Fujian                                                     | 福建                                                       | 福建                                                       | Fújiàn                                                     | Fuzhou                                                     | Fuzhou                                                     | Fujian                                                     |
| Guangnandong                                               | 廣南東                                                     | 广南东                                                     | Guǎngnándōng                                               | Guangzhou                                                  | Guangzhou                                                  | est du Guangdong                                           |
| Guangnanxi                                                 | 廣南西                                                     | 广南西                                                     | Guǎngnánxī                                                 | Jingjiang Fu                                               | Guilin                                                     | ouest du Guangdong, Guangxi, Hainan                        |
| Huainandong                                                | 淮南東                                                     | 淮南东                                                     | Huáinándōng                                                | Yangzhou                                                   | Yangzhou                                                   | centre du Jiangsu                                          |
| Huainanxi                                                  | 淮南西                                                     | 淮南西                                                     | Huáinánxī                                                  | Luzhou                                                     | Hefei                                                      | centre de l'Anhui                                          |
| Jiangnandong                                               | 江南東                                                     | 江南东                                                     | Jiāngnándōng                                               | Jiangning Fu                                               | Nankin                                                     | sud de l'Anhui                                             |
| Jiangnanxi                                                 | 江南西                                                     | 江南                                                       | Jiāngnánxī                                                 | Longxing Fu                                                | Nanchang                                                   | Jiangxi                                                    |
| Jinghubei                                                  | 荊湖北                                                     | 荊湖北                                                     | Jīnghúběi                                                  | Jiangling                                                  | Jiangling                                                  | Hubei, ouest du Hunan                                      |
| Jinghunan                                                  | 荊湖南                                                     | 荊湖南                                                     | Jīnghúnán                                                  | Tanzhou                                                    | Changsha                                                   | Hunan                                                      |
| Jingxinan                                                  | 京西南                                                     | 京西南                                                     | Jīngxīnán                                                  | Xiangyang Fu                                               | Xiangfan                                                   | sud du Henan, nord du Hubei                                |
| Kuizhou                                                    | 夔州                                                       | 夔州                                                       | Kuízhōu                                                    | Kuizhou                                                    | Xian de Fengjie, Chongqing                                 | Chongqing, est du Sichuan, Guizhou                         |
| Liangzhedong                                               | 兩浙東                                                     | 兩浙东                                                     | Liǎngzhèdōng                                               | Shaoxing                                                   | Shaoxing                                                   | centre et sud du Zhejiang                                  |
| Liangzhexi                                                 | 兩浙西                                                     | 兩浙西                                                     | Liǎngzhexī                                                 | Hangzhou                                                   | Hangzhou                                                   | nord du Zhejiang, sud du Jiangsu, Shanghai                 |
| Lizhoudong                                                 | 利州東                                                     | 利州东                                                     | Lìzhōudōng                                                 | Xingyuan                                                   | Hanzhong                                                   | nord du Sichuan, sud du Shaanxi                            |
| Lizhouxi                                                   | 利州西                                                     | 利州西                                                     | Lìzhōuxī                                                   | Mianzhou                                                   | Lueyang, Shaanxi                                           | nord du Sichuan, sud du Gansu                              |
| Tongchuanfu                                                | 潼川府                                                     | 潼川府                                                     | Tóngchuānfǔ                                                | Luzhou                                                     | Luzhou                                                     | centre sud du Sichuan                                      |

## Provinces sous la dynastie Yuan

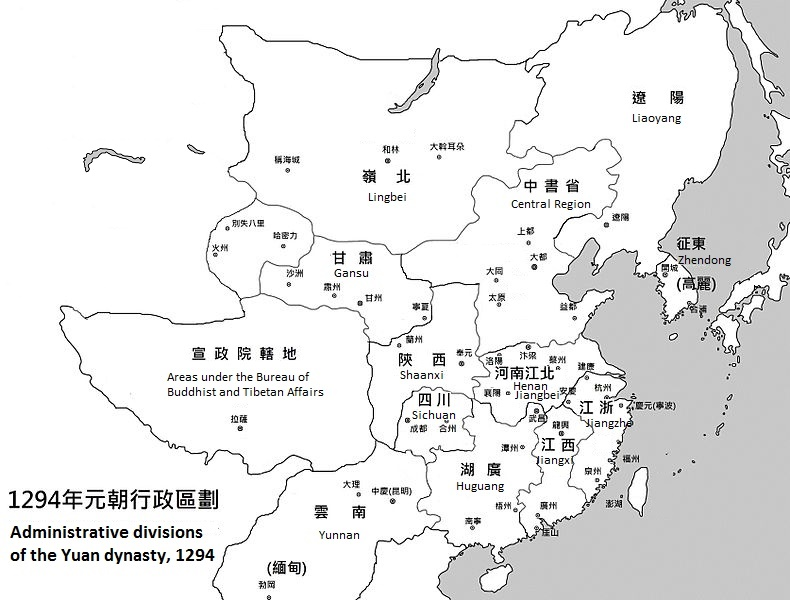
Provinces Yuan

Les Mongols, qui parviennent à contrôler l'ensemble de la Chine sous la dynastie Yuan en 1279, introduisent les précurseurs des provinces modernes dans un nouveau premier niveau administratif :
- Provinces (行中書省/行中书省, xíngzhōngshūshěng)
- Circuits (道, dào)
- Préfectures (grandes: 府, fǔ; petites: 州, zhōu)
- Districts

| Provinces de la dynastie Mongole Yuan | Provinces de la dynastie Mongole Yuan | Provinces de la dynastie Mongole Yuan | Provinces de la dynastie Mongole Yuan | Provinces de la dynastie Mongole Yuan | Provinces de la dynastie Mongole Yuan | Provinces de la dynastie Mongole Yuan                  |
| Nom                                   | Traditionnel Chinese                  | Simplifié Chinese                     | Pinyin                                | Capitale                              | Capitale                              | Étendue approximative en termes de lieux actuels       |
| Nom                                   | Traditionnel Chinese                  | Simplifié Chinese                     | Pinyin                                | Ancien nom                            | Lieu actuel                           | Étendue approximative en termes de lieux actuels       |
| ------------------------------------- | ------------------------------------- | ------------------------------------- | ------------------------------------- | ------------------------------------- | ------------------------------------- | ------------------------------------------------------ |
| Gansu                                 | 甘肅                                  | 甘肃                                  | Gānsù                                 | Ganzhou                               | Zhangye                               | Gansu, Ningxia                                         |
| Huguang                               | 湖廣                                  | 湖广                                  | Huguǎng                               | Wuchang                               | Wuchang                               | Hunan, ouest du Guangdong, Guangxi, Guizhou, Hainan    |
| Henanjiangbei                         | 河南江北                              | 河南江北                              | Hénánjiāngběi                         | Bianliang                             | Kaifeng                               | Henan, nord du Hubei, nord du Jiangsu, nord de l'Anhui |
| Jiangxi                               | 江西                                  | 江西                                  | Jiāngxī                               | Longxing                              | Nanchang                              | Jiangxi, est du Guangdong                              |
| Jiangzhe                              | 江浙                                  | 江浙                                  | Jiāngzhè                              | Hangzhou                              | Hangzhou                              | Zhejiang, sud du Jiangsu, sud de l'Anhui, Fujian       |
| Liaoyang                              | 遼陽                                  | 辽阳                                  | Liáoyáng                              | Liaoyang                              | Liaoyang                              | Mandchourie, nord-est de la Corée                      |
| Lingbei                               | 嶺北                                  | 岭北                                  | Lǐngběi                               | Helin                                 | Kharkhorin (Karakorum)                | Mongolie, nord de la Mongolie-Intérieure               |
| Shaanxi                               | 陝西                                  | 陕西                                  | Shǎnxi                                | Fengyuan                              | Xi'an                                 | Shaanxi                                                |
| Sichuan                               | 四川                                  | 四川                                  | Sìchuān                               | Chengdu                               | Chengdu                               | est et centre du Sichuan                               |
| Yunnan                                | 雲南                                  | 云南                                  | Yúnnán                                | Zhongqing                             | Kunming                               | Yunnan, Haute-Birmanie                                 |
| Zhengdong                             | 征東                                  | 征东                                  | Zhēngdōng                             | Kaesong                               | Kaesong                               | la plupart de la Corée                                 |

La région autour de la capitale qui correspond aux provinces modernes du Hebei, Shandong, Shanxi, Mongolie-intérieure, Pékin et Tianjin, est appelée Région centrale (腹裏/腹里). Elle n'a pas le statut de province mais est directement contrôlée par le Secrétariat central (Zhongshu Sheng). Le plateau tibétain est contrôlé par le Bureau des affaires bouddhistes et tibétaines (Xuanzheng Yuan).

## Provinces sous la dynastie Ming
La dynastie Ming fait perdurer ce système et possède des provinces qui ressemblent à celles de la Chine moderne. Les différences sont que Huguang n'a pas encore été divisé en Hubei et Hunan; Gansu et Ningxia font encore partie du Shaanxi; Anhui et Jiangsu forment ensemble Zhili du Sud; des parties des actuelles Hebei, Pékin et Tianjin font partie de la province de Zhili du nord; enfin, Hainan, Shanghai et Chongqing font encore partie de leur province d'origine. Cela porte le nombre de provinces à 15. La province de Annan, précédemment connue sous le nom de Iaozhi, Jiaozhou, Lingnan et Rinan, est réinstaurée en 1407 lorsque la région englobant le nord et le centre du Vietnam est conquise pour la quatrième fois. Toutefois, la province redevient un État indépendant en 1428 au cours de la période du Dai Viet sous la dynastie Lê.
| Provinces de la dynastie Ming | Provinces de la dynastie Ming | Provinces de la dynastie Ming | Provinces de la dynastie Ming | Provinces de la dynastie Ming | Provinces de la dynastie Ming | Provinces de la dynastie Ming | Provinces de la dynastie Ming |
| Nom                           | Traditionnel Chinois          | Simplifié Chinois             | Pinyin                        | Capitale                      | Traditionnel Chinois          | Simplifié Chinois             | Lieux actuels                 |
| ----------------------------- | ----------------------------- | ----------------------------- | ----------------------------- | ----------------------------- | ----------------------------- | ----------------------------- | ----------------------------- |
| Zhili du nord                 | 北直隸                        | 北直隶                        | Běizhílì                      | Shuntian (Pékin)              | 順天府(北京)                  | 顺天府（北京）                | Pékin, Hebei, Tianjin         |
| Zhili du sud                  | 南直隸                        | 南直隶                        | Nánzhílì                      | Yingtian (Nankin)             | 應天府(南京)                  | 应天府（南京）                | Anhui, Jiangsu, Shanghai      |
| Fujian                        | 福建                          | 福建                          | Fújiàn                        | Fuzhou (Fuzhou)               | 福州府                        | 福州府                        |                               |
| Guangdong                     | 廣東                          | 广东                          | Guǎngdōng                     | Guangzhou (Guangzhou)         | 廣州府                        | 广州府                        | Guangdong, Hainan             |
| Guangxi                       | 廣西                          | 广西                          | Guǎngxī                       | Guilin (Guilin)               | 桂林府                        | 桂林府                        |                               |
| Guizhou                       | 貴州                          | 贵州                          | Guìzhōu                       | Guiyang (Guiyang)             | 貴陽府                        | 贵阳府                        |                               |
| Henan                         | 河南                          | 河南                          | Hénán                         | Kaifeng (Kaifeng)             | 開封府                        | 开封府                        |                               |
| Huguang                       | 湖廣                          | 湖广                          | Húguǎng                       | Wuchang (Wuhan)               | 武昌府(武漢)                  | 武昌府（武汉）                | Hubei, Hunan                  |
| Jiangxi                       | 江西                          | 江西                          | Jiāngxī                       | Nanchang (Nanchang)           | 南昌府                        | 南昌府                        |                               |
| Shaanxi                       | 陝西                          | 陝西                          | Shǎnxī                        | Xi'an (Xi'an)                 | 西安府                        | 西安府                        | Gansu, Ningxia, Shaanxi       |
| Shandong                      | 山東                          | 山东                          | Shāndōng                      | Jinan (Jinan)                 | 濟南府                        | 济南府                        |                               |
| Shanxi                        | 山西                          | 山西                          | Shānxī                        | Taiyuan (Taiyuan)             | 太原府                        | 太原府                        |                               |
| Sichuan                       | 四川                          | 四川                          | Sìchuān                       | Chengdu (Chengdu)             | 成都府                        | 成都府                        | Chongqing, Sichuan            |
| Yunnan                        | 雲南                          | 云南                          | Yúnnán                        | Yunnan (Kunming)              | 雲南府(昆明)                  | 云南府（昆明）                |                               |
| Zhejiang                      | 浙江                          | 浙江                          | Zhèjiāng                      | Hangzhou (Hangzhou)           | 杭州府                        | 杭州府                        |                               |

## Provinces et protectorats sous la dynastie Qing

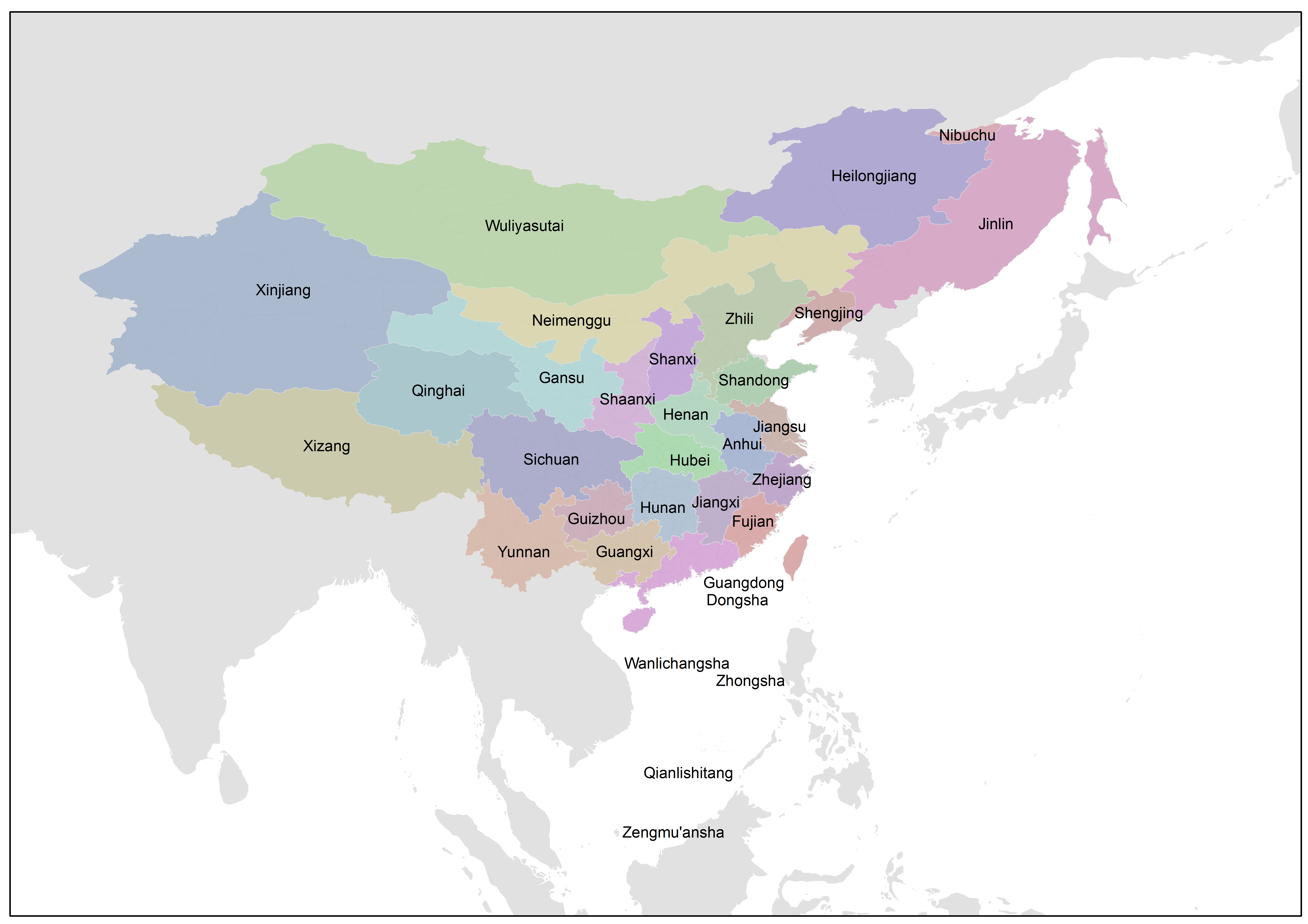
Chine et ses provinces dans les années 1820.

Chine et ses provinces dans les années 1900.

En 1644, Pékin tombe aux mains des Mandchous, qui fondent la dynastie Qing, la dernière dynastie de Chine. Le gouvernement applique alors le système suivant dans toute la Chine :
- Provinces (省, shěng)
- Circuits (道, dào)
- Préfectures (府, fǔ), Départements indépendants (直隸州/直隶州, zhílìzhōu) et Sous-préfectures indépendantes (直隸廳/厅, zhílìtīng)
- Districts (縣/县, xiàn), Départements (散州, sànzhōu), Sous-préfectures(散廳/散厅, sàntīng)

Les Qing divisent le Shaanxi existant en Shaanxi et Gansu, le Huguang en Hubei et Hunan, et le Zhili du Sud en Jiangsu et Anhui. Le Hebei porte alors le nm de Zhili plutôt que Zhili du Nord. Ces provinces sont désormais presque identiques aux provinces actuelles. Collectivement, elles sont appelées les Dix-huit Provinces, un concept qui dure pendant plusieurs siècles pour désigner la Chine historique.
Ce système s'applique uniquement à la Chine historique, le reste de l'empire étant placé sous différents systèmes. La Mandchourie, le Xinjiang et la  Mongolie-extérieure sont dirigés par des généraux militaires désignés par le Lifan Yuan (Bureau des affaires frontalières), alors que la Mongolie-intérieure est organisée en ligues. La cour Qing place la région tibétaine de l'Amdo sous son contrôle direct. Elle lui donne le nom de Qinghai et envoie des commissaires impériaux au Tibet (les régions d'Ü-Tsang et Kham occidental, correspondant approximativement à l'actuelle région autonome du Tibet) pour superviser leurs affaires.
À la fin du XIXe siècle, le Xinjiang et Taïwan sont à leur tour incorporés en tant que provinces. Toutefois, Taïwan est cédé aux Japonais après la fin de la première guerre sino-japonaise en 1895. À l'approche de la fin de la dynastie, la Mandchourie est également divisée en plusieurs provinces (Fengtian, Jilin, Heilongjiang), portant le nombre de provinces à vingt-deux.
| Provinces de la dynastie Qing (1911)                        | Provinces de la dynastie Qing (1911) | Provinces de la dynastie Qing (1911) | Provinces de la dynastie Qing (1911) | Provinces de la dynastie Qing (1911) | Provinces de la dynastie Qing (1911) | Provinces de la dynastie Qing (1911) | Provinces de la dynastie Qing (1911) |
| Nom historique (Nom actuel)                                 | Chinois traditionnel                 | Chinois simplifié                    | Pinyin                               | Abréviation                          | Capitale                             | Chinois traditionnel                 | Chinois simplifié                    |
| ----------------------------------------------------------- | ------------------------------------ | ------------------------------------ | ------------------------------------ | ------------------------------------ | ------------------------------------ | ------------------------------------ | ------------------------------------ |
| Chine historique                                            |                                      |                                      |                                      |                                      |                                      |                                      |                                      |
| Anhwei (Anhui)                                              | 安徽                                 | 安徽                                 | Ānhuī                                | 皖 wǎn                               | Anching (Anqing)                     | 安慶                                 | 安庆                                 |
| Chekiang (Zhejiang)                                         | 浙江                                 | 浙江                                 | Zhèjiāng                             | 浙 zhè                               | Hangchow (Hangzhou)                  | 杭州                                 | 杭州                                 |
| Chihli (Zhili)                                              | 直隸                                 | 直隶                                 | Zhílì                                | 直 zhí                               | Paoting (Baoding)                    | 保定                                 | 保定                                 |
| Fukien (Fujian)                                             | 福建                                 | 福建                                 | Fújiàn                               | 閩 mǐn                               | Foochow (Fuzhou)                     | 福州                                 | 福州                                 |
| Honan (Henan)                                               | 河南                                 | 河南                                 | Hénán                                | 豫 yù                                | Kaifeng (Kaifeng)                    | 開封                                 | 开封                                 |
| Hupeh (Hubei)                                               | 湖北                                 | 湖北                                 | Húběi                                | 鄂 è                                 | Wuchang (Wuchang)                    | 武昌                                 | 武昌                                 |
| Hunan (Hunan)                                               | 湖南                                 | 湖南                                 | Húnán                                | 湘 xiāng                             | Changsha (Changsha)                  | 長沙                                 | 长沙                                 |
| Kansu (Gansu)                                               | 甘肅                                 | 甘肃                                 | Gānsù                                | 甘 gān ou 隴 lǒng                    | Lanchow (Lanzhou)                    | 蘭州                                 | 兰州                                 |
| Kiangsu (Jiangsu)                                           | 江蘇                                 | 江苏                                 | Jiāngsū                              | 蘇 sū                                | Kiangning (Nankin) Soochow (Suzhou)  | 江寧(南京) 蘇州                      | 江宁(南京) 苏州                      |
| Kiangsi (Jiangxi)                                           | 江西                                 | 江西                                 | Jiāngxī                              | 贛 gàn                               | Nanchang (Nanchang)                  | 南昌                                 | 南昌                                 |
| Kwangtung (Guangdong)                                       | 廣東                                 | 广东                                 | Guǎngdōng                            | 粵 yuè                               | Canton (Guangzhou)                   | 廣州                                 | 广州                                 |
| Kwangsi (Guangxi)                                           | 廣西                                 | 广西                                 | Guǎngxī                              | 桂 guì                               | Kweilin (Guilin)                     | 桂林                                 | 桂林                                 |
| Kweichow (Guizhou)                                          | 貴州                                 | 贵州                                 | Guìzhōu                              | 黔 qián ou 貴 guì                    | Kweiyang (Guiyang)                   | 貴陽                                 | 贵阳                                 |
| Shansi (Shanxi)                                             | 山西                                 | 山西                                 | Shānxī                               | 晉 jìn                               | Taiyuan (Taiyuan)                    | 太原                                 | 太原                                 |
| Shantung (Shandong)                                         | 山東                                 | 山东                                 | Shāndōng                             | 魯 lǔ                                | Tsinan (Jinan)                       | 濟南                                 | 济南                                 |
| Shensi (Shaanxi)                                            | 陝西                                 | 陝西                                 | Shǎnxī                               | 陝 shǎn or 秦 qín                    | Sian (Xi'an)                         | 西安                                 | 西安                                 |
| Szechwan (Sichuan)                                          | 四川                                 | 四川                                 | Sìchuān                              | 川 chuān ou 蜀 shǔ                   | Chengtu (Chengdu)                    | 成都                                 | 成都                                 |
| Yunnan (Yunnan)                                             | 雲南                                 | 云南                                 | Yúnnán                               | 滇 diān ou 雲 yún                    | Yunnan (Kunming)                     | 雲南(昆明)                           | 云南(昆明)                           |
| Mandchourie (incorporée en 1907 dans le système provincial) |                                      |                                      |                                      |                                      |                                      |                                      |                                      |
| Fengtien (Liaoning)                                         | 奉天                                 | 奉天                                 | Fèngtiān                             | 奉 fèng                              | Mukden (Shenyang)                    | 盛京(瀋陽)                           | 盛京(沈阳)                           |
| Heilungkiang (Heilongjiang)                                 | 黑龍江                               | 黑龙江                               | Hēilóngjiāng                         | 黑 hēi                               | Tsitsihar (Qiqihar)                  | 齊齊哈爾                             | 齐齐哈尔                             |
| Kirin (Jilin)                                               | 吉林                                 | 吉林                                 | Jílín                                | 吉 jí                                | Kirin (Jilin)                        | 吉林                                 | 吉林                                 |
| Sinkiang (incorporé en 1884 dans le système provincial)     |                                      |                                      |                                      |                                      |                                      |                                      |                                      |
| Sinkiang (Xinjiang)                                         | 新疆                                 | 新疆                                 | Xīnjiāng                             | 新 xīn ou 疆 jiāng                   | Tihwa (Ürümqi)                       | 迪化(烏魯木齊)                       | 迪化(乌鲁木齐)                       |

| Protectorats de la dynastie Qing | Protectorats de la dynastie Qing | Protectorats de la dynastie Qing | Protectorats de la dynastie Qing | Protectorats de la dynastie Qing | Protectorats de la dynastie Qing                                                  | Protectorats de la dynastie Qing                                                  | Protectorats de la dynastie Qing                                                  | Protectorats de la dynastie Qing                                                  |
| Nom historique (Nom actuel)      | Nom historique (Nom actuel)      | Chinois traditionnel             | Chinois simplifié                | Pinyin                           | Abréviation                                                                       | Capitale                                                                          | Chinois traditionnel                                                              | Chinois simplifié                                                                 |
| -------------------------------- | -------------------------------- | -------------------------------- | -------------------------------- | -------------------------------- | --------------------------------------------------------------------------------- | --------------------------------------------------------------------------------- | --------------------------------------------------------------------------------- | --------------------------------------------------------------------------------- |
| Tibet (Tibet)                    | Tibet (Tibet)                    | 西藏                             | 西藏                             | Xīzàng                           | 藏 zàng                                                                           | Lhasa (Lhasa)                                                                     | 喇薩(拉薩)                                                                        | 喇萨(拉萨)                                                                        |
| Tsinghai (Qinghai)               | Tsinghai (Qinghai)               | 青海                             | 青海                             | Qīnghǎi                          | 青 qīng                                                                           | Sining (Xining)                                                                   | 西寧                                                                              | 西宁                                                                              |
| Uliastai (Mongolie)              | Uliastai (Mongolie)              | 烏里雅蘇臺(蒙古)                 | 乌里雅苏台(蒙古)                 | Wūlǐyǎsūtái (Ménggǔ)             | —                                                                                 | Uliastai (Uliastay)                                                               | 烏里雅蘇臺                                                                        | 乌里雅苏台                                                                        |
| Altay (Altay)                    | Altay (Altay)                    | 阿爾泰                           | 阿尔泰                           | Āĕrtài                           | —                                                                                 | Chenghua Temple (Altay)                                                           | 承化寺(阿勒泰)                                                                    | 承化寺(阿勒泰)                                                                    |
| Inner Mongolia                   | Inner Mongolia                   | 內蒙古                           | 内蒙古                           | Nèi Měnggǔ                       | Aucune (Les divisions ci-dessous sont directement administrées par le Lifan Yuan) | Aucune (Les divisions ci-dessous sont directement administrées par le Lifan Yuan) | Aucune (Les divisions ci-dessous sont directement administrées par le Lifan Yuan) | Aucune (Les divisions ci-dessous sont directement administrées par le Lifan Yuan) |
|                                  | Jirim (Tongliao)                 | 哲里木盟(通遼)                   | 哲里木盟(通辽)                   | Zhélǐmù                          | ?                                                                                 | ?                                                                                 | ?                                                                                 | ?                                                                                 |
|                                  | Josutu (partie de Chifeng)       | 卓索圖盟                         | 卓索图盟                         | Zhuósuǒtú                        | ?                                                                                 | ?                                                                                 | ?                                                                                 | ?                                                                                 |
|                                  | Yekejuu (Ordos)                  | 伊克昭盟(鄂尔多斯)               | 伊克昭盟(鄂尔多斯)               | Yīkèzhāo                         | ?                                                                                 | ?                                                                                 | ?                                                                                 | ?                                                                                 |
|                                  | Juuuda (Chifeng)                 | 昭烏達盟(赤峰)                   | 昭乌达盟(赤峰)                   | Zhāowūdá                         | ?                                                                                 | ?                                                                                 | ?                                                                                 | ?                                                                                 |
|                                  | Xilingol                         | 錫林郭勒盟                       | 锡林郭勒盟                       | Xīlínguōlè                       | ?                                                                                 | Xilinhot                                                                          | 錫林浩特                                                                          | 锡林浩特                                                                          |
|                                  | Ulanqab                          | 烏蘭察布盟                       | 乌兰察布盟                       | Wūlánchábù                       | ?                                                                                 | ?                                                                                 | ?                                                                                 | ?                                                                                 |
|                                  | Chahar (partie de Xilingol)      | 察哈爾                           | 察哈尔                           | Cháhā'ěr                         | ?                                                                                 | Kalgan (Zhangjiakou)                                                              | 喀拉幹(張家口)                                                                    | 喀拉干(张家口)                                                                    |
|                                  | Alxa                             | 阿拉善厄魯特旗                   | 阿拉善厄鲁特旗                   | Ālāshàn'èlŭtè                    | ?                                                                                 | Bayanhot                                                                          | 定遠營                                                                            | 定远营                                                                            |
|                                  | Ejin (Ejin Banner)               | 額濟納土爾扈特旗                 | 额济纳土尔扈特旗                 | Éjìnàtŭĕrhùtè                    | ?                                                                                 | ?                                                                                 | ?                                                                                 | ?                                                                                 |

## Sources et bibliographie
- (en) D. Twitchett, Cambridge History of China, Sui and T'ang China 589-906, Part I, vol. vol.3, Cambridge University Press, 1979 (ISBN 0-521-21446-7)
- (en) R. Kent Guy, Qing Governors and Their Provinces : The Evolution of Territorial Administration in China, 1644-1796, Seattle, University of Washington Press, 2010 (ISBN 978-0-295-99018-7, lire en ligne)